# Partido de Olavarría
Olavarría es uno de los 135 partido-municipio en los que se divide la Provincia de Buenos Aires. Naturalmente se ubica en la pampa húmeda y políticamente se encuentra en el centro-sudoeste del interior provincial. Su cabecera es la ciudad de Olavarría, a la vera de la RN 226, la RP 51 y la RP 60, a 45 km de la RN 3. Con una superficie de 7715 km² es el tercer partido en extensión de la provincia. Limita con los partidos de Azul, Benito Juárez, Laprida, General La Madrid, Daireaux, Bolívar y Tapalqué.

## Historia
A mediados del siglo XVIII, la zona de la actual Olavarría estaba habitada por las tribus de la dinastía Catriel. En cuanto a la población "no indígena", las poblaciones más cercanas se encontraban cerca de lo que es la actual Ciudad Autónoma de Buenos Aires. 
Todas las poblaciones pertenecientes al Imperio Español se encontraban al norte del río Salado. Esa población era de algo más de 12 000 pobladores hacia fines de 1700, antes de la Revolución de Mayo. Al sur del mencionado río, habitaban los mencionados indígenas, en el territorio llamado "el desierto" por los pobladores que vivían al norte del mencionado río. En 1741, se realizó una expedición a zonas cercanas al actual emplazamiento de Olavarría y se firmaron tratados de paz con los "indios serranos", es decir con la dinastía Catriel. 

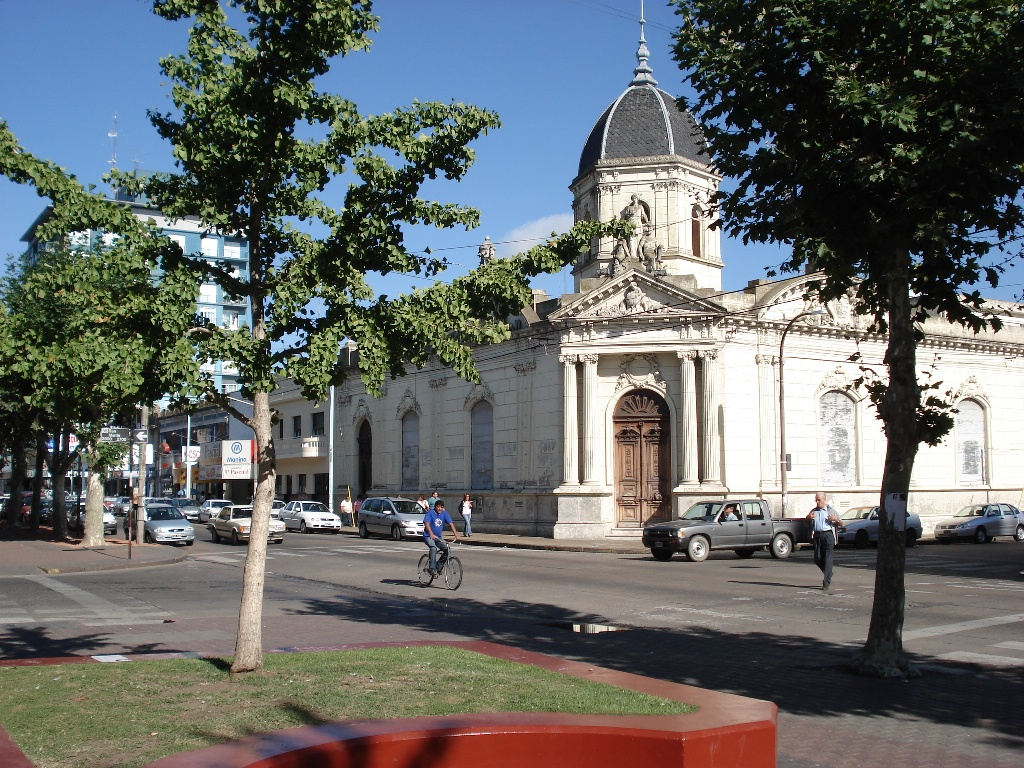
Antiguo edificio bancario.

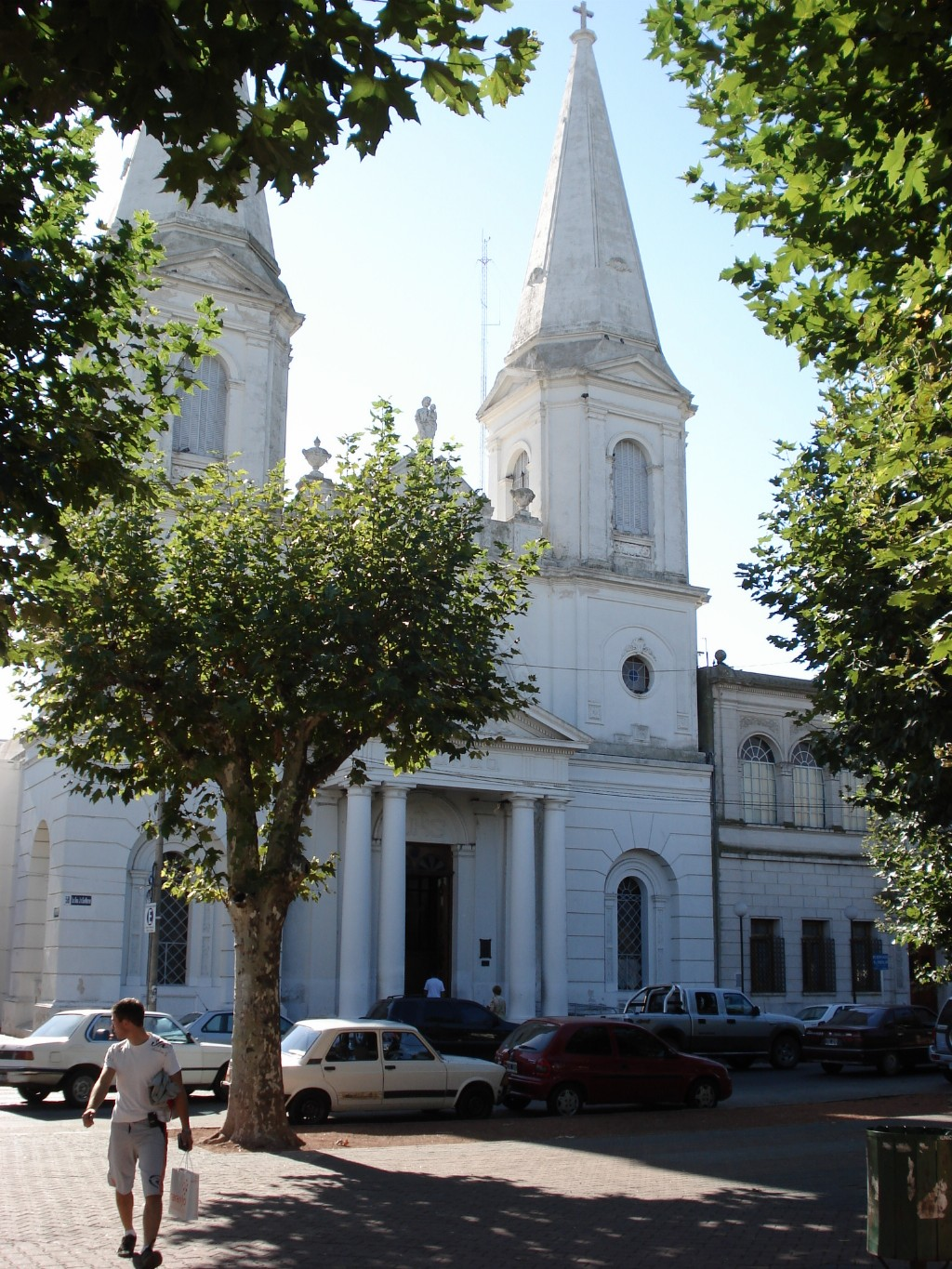
Iglesia San José.

Después de 1820, poco después de la obtención de la Independencia de las Provincias Unidas del Sur, desde la Ciudad de Buenos Aires se comenzaron a realizar reconocimientos ininterrumpidos del aspecto topográfico y de las poblaciones originarias situadas al sur del Río Salado, este proceso de avance lento y progresivo por parte del Estado argentino se conoce como Campañas previas a la Conquista del Desierto. Una de estas campañas se realizó en 1828 cuando se estableció el Fuerte de Blanca Grande, junto a la Laguna Blanca Grande (lugar situado a unos 75 kilómetros al norte de la actual Ciudad de Olavarría). Sin embargo, este fuerte fue abandonado pocos años después producto de una serie de enfrentamientos, los cuales hicieron retroceder la expansión proyectada por el Estado Argentino. No obstante, a fines de 1831 comenzó la construcción del Cantón de Tapalqué, el cual pasó a ser el punto estratégico más importante de ese sector de la Frontera Sud, situado en el actual Partido de Tapalqué.

En 1852 la caída de Rosas, se pierden los pactos de paz y generaría inestabilidad con la tribu comandada por los Catriel, generando un resultado negativo en el segundo intento de ocupación de las tierras de Olavarría realizada durante una campaña militar contra los pueblos originarios entre 1855. El teniente coronel Ignacio Rivas, encargado del Cantón Militar de Tapalqué, levantó a orillas del Arroyo Tapalquén un pequeño fortín. No obstante, fracasó este intento de poblar el paraje debido a las derrotas sufridas por las milicias argentinas en la Batalla de Sierra Chica (lugar situado a unos 12 kilómetros al noreste de la actual ciudad de Olavarría, cerca de la localidad de Sierra Chica) y Batalla de San Jacinto, la primera comandada por Bartolomé Mitre y la segunda por Manuel Hornos. De esta forma, el "Tapalqué Nuevo", como se llamó a esa primera intención de un poblado, fracasó. Las derrotas obligaron al mencionado Estado a renovar los pactos de paz, los pueblos originarios exigieron vestimenta del ejército y un sueldo por defender la Frontera y la tierra fue uno de los elementos centrales en estos tratados, acordándose entonces una extensión de 20 leguas cuadradas (unas 54.000 has), situadas al oeste del arroyo Tapalquén, para que la tribu liderada por los caciques Catriel y Cachul viviera “pacíficamente ejerciendo su industria y cultivando la tierra para su sustento”. Esta última mención marca la continuidad que tuvo el desarrollo de prácticas agrícolas por parte de la población nativa asentada en la zona y un pequeño asentamiento que se istaló en las afueras de ese fortín.
En 1864, en un tercer intento el teniente coronel Ignacio Rivas emplazó el "Campamento de las Puntas del Arroyo Tapalquén", situado en la margen este del Arroyo Tapalquén. Acelerando el proceso de desarrollo del asentamiento. En 1864 la Comandancia Militar fue autorizada por el Gobierno Nacional a ser trasladada al mismo sitio, reconociendo así la necesidad de avanzar más la frontera sur.
Un año más tarde el Coronel Ignacio Rivas sería llamado a participar en la guerra contra Paraguay y en su reemplazo llegaría el Coronel Álvaro Barros. Dicho Coronel, quien es considerado como el fundador oficial de Olavarría, después de lograr la paz con el cacique de la zona tomó posesión del campamento fortificado el 1 de agosto de 1866. Su intención era respetar a los indígenas y convivir con ellos: "Era de opinión que a los indios amigos debía concedérseles la propiedad de las tierras que ocupaban, para obligarlos a poblar y vivir en sosiego", expresa en una carta. Logrando así decretar la fundación del "Pueblo de Olavarría" el 25 de noviembre de 1867.
En 1877 comienza a realizarse el ejido del partido, realizado por el ingeniero Juan Cetz y luego por el agrimensor Juan Coquet, conformándose el partido con una superficie de 7.715 km². El 25 de octubre de 1878 se erigió al pueblo de Olavarría como cabecera del Partido homónimo, elevándolo al rango de ciudad el 10 de enero de 1908. El ferrocarril, herramienta fundamental en el desarrollo económico de la zona, llegó a ella en 1883.
Una de las primeras construcciones fue la Iglesia de San José, cuyo actual edificio fue inaugurado en 1898; el ferrocarril, herramienta fundamental en el desarrollo económico de la zona, llegó a ella en 1883, las principales instituciones del pueblo eran el Banco de la Provincia de Buenos Aires, cuya sucursal abrió sus puertas en 1882, la Sociedad Rural, creada en 1885 y la Sociedad de Damas y Caridad, a cuyo cargo estaba la atención del Hospital.
Creado el Partido, el 16 de mayo de 1879, se fijaron sus límites y se designaron sus primeras autoridades propias; el juez de paz Eulelio Aguilar y una Comisión Municipal formada por Manuel Canavero, Celestino Muñoz, Manuel Leal y Emilio Cortez como titulares, siendo suplentes Ángel Moya y Joaquín Pourtalé.

## Intendentes municipales desde 1983
| Intendente          | Mandato                                            | Partido | Partido | Alianza | Alianza |
| ------------------- | -------------------------------------------------- | ------- | ------- | ------- | ------- |
| Helios Eseverri     | 10 de diciembre de 1983 - 10 de diciembre de 1987  |         | UCR     |         | —       |
| Juan Manuel García  | 10 de diciembre de 1987 - 10 de diciembre de 1991  |         | PJ      |         | FREJURE |
| Helios Eseverri     | 10 de diciembre de 1991 - 10 de diciembre de 1995  |         | UCR     |         | —       |
| Helios Eseverri     | 10 de diciembre de 1995 - 10 de diciembre de 1999  |         | UCR     |         | —       |
| Helios Eseverri     | 10 de diciembre de 1999 - 10 de diciembre de 2003  |         | UCR     |         | Alianza |
| Helios Eseverri     | 10 de diciembre de 2003 - 21 de septiembre de 2007 |         | UCR     |         | —       |
| Julio Héctor Alem   | 21 de septiembre de 2007 - 10 de diciembre de 2007 |         | UCR     |         | —       |
| José María Eseverri | 10 de diciembre de 2007 - 10 de diciembre de 2011  |         | PV      |         | FPV     |
| José María Eseverri | 10 de diciembre de 2011 - 10 de diciembre de 2015  |         | PV      |         | FPV     |
| Ezequiel Galli      | 10 de diciembre de 2015 - 10 de diciembre de 2019  |         | PRO     |         | CBA     |
| Ezequiel Galli      | 10 de diciembre de 2019 - 10 de diciembre de 2023  |         | PRO     |         | JxC     |
| Maximiliano Wesner  | 10 de diciembre de 2023 - En el cargo              |         | PJ      |         | UP      |

1. ↑  La Alianza participó dividida o no participó en la elección del municipio, sin embargo, el partido apoyó o formó parte de la misma a nivel provincial.
2. ↑  Fallece en el cargo.
3. ↑  Interino.

## Demografía
Según los resultados definitivos del censo de 2022 la población del partido alcanza los 125.751 habitantes.De los cuales 111.708  habitantes pertenecen a su ciudad cabecera. De esos 147.441 habitantes, el 12,29% (14.997) no son oriundos de la Provincia de Buenos Aires. A su vez, de ese porcentaje, el 2,17% (2.169) son inmigrantes de otros países y el 10,51% (12.828) son migrantes internos argentinos, es decir, personas que no nacieron en la Provincia de Buenos Aires, sino que son nacidas en algunas de los 23 distritos/jurisdicciones de primer orden que conforman la Argentina.
| Población | 7.375 | 15.977   | 27.417  | 48.545  | 59.479  | 73.469  | 89.528  | 98.014 | 103.961 | 111.708 | 147.441 |
| Variación | -     | +116,64% | +71,60% | +77,06% | +22.52% | +23.55% | +21,86% | +8,61% | +5,72%  | +7,45%  | +12,6 % |

Fuente: Instituto Nacional de Estadísticas y Censos, INDEC

## Geografía

### Orografía
Su relieve se encuentra compuesta por cerros, sierras, lomas y elevaciones menores, pertenecientes al Sistema de Tandilla, que se prolonga desde estas tierras de Olavarría hasta la Sierra de los Padres, en una extensión aproximada de 330 km. Las sierras apenas sobrepasan los 300 m sobre el nivel del mar, siendo el punto de mayor altitud de este municipio un cerro que tiene 327 msnm y que queda cerca de la La Providencia y de Loma Negra. El segundo punto más alto tiene 320 metro y el tercero es el Cerro Largo con 310 m s. n. m.
El suelo es rico en rocas graníticas que se encuentran casi al ras de superficie, lo que ha permitido una ingente industria de la piedra para la construcción, el cemento y la cal, teniendo así algunas de empresas del rubro reconocidas a nivel regional y nacional (Loma Negra, Cementos Avellaneda, Cerro Negro y LOSA). También destaca por la fertilidad de la tierra, de manera que son importantes la ganadería y la agricultura.

### Hidrografía
Las vías de escurrimiento se completan con lagunas y arroyos (cursos permanentes y temporarios). Entre los casos permanentes se encuentran: Laguna Blanca Chica, Laguna Blanca Grande (llamada "Tenemiquén" por los antiguos nativos de la zona)  y el Arroyo Tapalquén o Tapalqué, este nace en el Partido de Benito Juárez con el nombre de "arroyo El Perdido", y ya en Partido de Olavarría recibe como afluente un curso de agua proveniente de unas aguas que nacen naturalmente de la zona conocida como "Querandíes", hacia el sur de Loma Negra. Posteriormente el arroyo ingresa en la localidad de Olavarría y la cruza en dirección desde el sur-norte. Otros cursos de agua de importancia (algunos de ellos afluentes del Tapalqué) son: el Arroyo San Jacinto, el Arroyo Hinojo, el Arroyo Nievas, el Arroyo Brandsen (que es desde donde recibe agua la Laguna Blanca Grande o Tenemiquén) y el Arroyo Las Flores, que es el curso de agua que sale desde la misma laguna y es afluente del Arroyo Vallimanca, el cual
su vez es afluente del Río Salado (del sur).

### Clima
La media anual es de 14 °C, con una máxima promedio anual de 20,8 Cº y una mínima promedio anual de 7.8 en invierno. Las lluvias rondan los 913 mm anuales con un viento anual promedio de 13,2 km/h. 

## Economía
Las principales actividades económicas del Partido de Olavarría son las siguientes: industria (27%), comercio (25%), agricultura (24%), minería (21%) y ganadería (4%). La industria y las actividades agrícolas (agricultura y ganadería) son las de mayores ingresos para el municipio, siendo el 28% de la producción económica regional. Sigue la industria, la cual está estrechamente relacionada con la minería de la zona, produciendo materiales para la construcción y textiles, seguida de la actividad minera en sí misma, y luego el comercio.
La economía local tiene una dinámica diversificada, basada en la minería, la producción agrícola-ganadera, una industria metal-mecánica de larga historia y permanente actualización, un parque logístico y de servicios al transporte en pleno desarrollo, un sector comercial en constante crecimiento y una rama de la construcción con inversiones permanentes.La infraestructura disponible de energía, tierras para radicaciones, como así también las vías de acceso y circulación, aportan a facilitarlas inversiones en los sectores: industrial, agroindustrial, servicios y comercial.

### Población Ocupada
Agricultura/ganadería 4,3%
Industria manufacturera 11,3%
Construcción 9,7%
Comercio y reparaciones 19,6%
Transporte, almacenamiento y comunicaciones 9,4%
Adm. Pública, defensa y seguridad social obligatoria 6,2%
Enseñanza 8,6%
Servicios sociales y de salud 5,7%
Servicios comunitarios, sociales y personales 7,7%
Servicios de hogares que contratan servicio doméstico 9,0%
Otros 8,3%
No responde 0,3%
Encuesta Ministerio de Trabajo Pcia. de Bs.As. 2011
Olavarría Agrícola-Ganadera
Con respecto a la Agricultura, se ha incrementado de manera progresiva la superficie sembrada a un índice promedio de +5,9% anual. El área sembrada total en Olavarría, en la última campaña, fue de 147.200 has. El Partido de Olavarría se destaca por su actividad agrícola, pero fundamentalmente por su ganadería.
Se trata de la mayor productora de cabezas de ganado del país. Olavarría posee 771.500 hectáreas, de las cuales el 60% son destinadas para la producción ganadera. Según datos proporcionados por el SENASA, a partir del registro obtenido mediante la segunda vacunación anti - aftosa del año 2012, se contabilizaron un total de 744.283 cabezas en el Partido de Olavarría, clasificadas de la siguiente manera: 302.578 vacas, 16.595 toros, 20.990 novillos, 123.455 terneros machos, 124.557 terneras hembras, 54.850 novillos, y 101.258 vaquillonas. Aberdeen Angus representa alrededor del 70% de la cría de hacienda del Partido.
INDUSTRIA Y MINERÍA
Olavarría ofrece importantes agrupamientos industriales, que registran servicios aptos para lograr el rendimiento homogéneo de distintas actividades y la posibilidad de su complementación. Entre los agrupamientos podemos hacer mención:
- El Parque Industrial Olavarría (PIO), que comprende los Sectores I, II, II, IV, V. Los emprendimientos instalados en el predio comprenden variados rubros: agroindustria, construcción, fabricación de bienes, metal-mecánica, ingeniería, servicios de mantenimientos, entre otros, además cuenta con un espacio verde, 4 (cuatro) espacios comunitarios y un espacio educativo (ITECO).
- La Zona de Actividades Logísticas (ZALO). Se trata de un agrupamiento industrial desde donde se desarrolla gran parte de las actividades relativas al transporte, la logística y la distribución de mercancías, tanto para el tránsito local, provincial, nacional, como internacional, según el caso.
- El Sector Industrial Planificado de Granos (SIPG). Sector donde se lleva a cabo el depósito, acopio, fraccionamiento y traspaso de carga de granos.
Se encuentra en desarrolló un nuevo Parque Empresarial a emplazarse en un predio de propiedad del Gobierno Municipal de 200 has. sobre la RP 51.
Olavarría se constituye como el principal centro minero de la Provincia. Se posiciona en un lugar muy importante en lo que respecta al desarrollo de la Minería no Metalífera y de Rocas de Aplicación.
La industria minera de Olavarría posee minerales estratégicos para su desarrollo, tales como el Granito, la Caliza y la Dolomita, y los subproductos derivados del proceso industrial como el cemento, guía para el crecimiento regional.

## Toponimia
El nombre de la ciudad rinde homenaje, a un compañero de armas y amigo del General Álvaro Barros, llamado José Valentín de Olavarría, nacido en Salto, Provincia de Buenos Aires el 13 de febrero de 1801. Ambos formaron parte del Ejército de los Andes (liderado por José de San Martín). Álvaro Barros, fundador de la localidad cabecera del Partido en cuestión, le cambió completamente el nombre original que se le había dado en 1864 al naciente pueblo el día de la fundación oficial del mismo. El nombre original dado, y que Álvaro Barros cambió, era "Campamento de las Puntas del Arroyo Tapalquén" en alusión al Arroyo Tapalquén ("tapalquén" es una voz que en lengua araucana o mapuche quiere decir "totoral" o "agua de las totoras").
Olavarría proviene del euskera Olabarria, que significa "la herrería nueva", en la antigüedad ferrería, fábrica de armas y objetos de hierro. Ferrería (ola) es una de las palabras que más se usan en toponimia, posiblemente porque las ferrerías fueron casas fuertes o torres. Ola-barri-a (ferrería-nueva-la). (Erlantz Ganboa)

## Accesos al Partido
- Aeródromo: pista pavimentada de 2,2 km, con dos calles de rodaje. Operan los Boeing 727 y 737 y los Bac 111 y DC 9.
- Ferrocarriles: Las vías Ferrosur Roca S.A. (Ferrocarril General Roca), atraviesan la ciudad con rumbo SO-NE. La empresa Trenes Argentinos brinda el transporte de pasajeros, siendo Olavarría la ciudad que más o menos se encuentra en el medio entre la Ciudad Autónoma de Buenos Aires (a 375 km) y Bahía Blanca (a 300 km).
- Terminal de Autotransporte: operan 13 líneas de media y de larga distancia. Terminal Información
- Rutas: Ruta Nacional RN 226, Ruta Provincial RP 51, Ruta Provincial RP 60.

- Mapas de Acceso

| Ciudades                        | Distancia (km) |
| ------------------------------- | -------------- |
| Ayacucho                        | 196            |
| Azul                            | 53             |
| Bahía Blanca                    | 300            |
| Bolívar                         | 105            |
| Campana                         | 408            |
| Cañuelas                        | 289            |
| Carmen de Patagones             | 574            |
| Catamarca                       | 1288           |
| Ciudad Autónoma de Buenos Aires | 375            |
| Claromecó                       | 367            |
| Córdoba                         | 857            |
| Coronel Suárez                  | 188            |
| Corrientes                      | 1237           |
| Formosa                         | 1400           |
| General La Madrid               | 122            |
| General Villegas                | 330            |
| Jujuy                           | 1747           |
| Junín                           | 290            |
| La Plata                        | 330            |
| La Rioja                        | 1235           |
| Laprida                         | 110            |
| Mar del Plata                   | 295            |
| Mendoza                         | 1059           |
| Miramar                         | 330            |
| Neuquén                         | 862            |
| 9 de julio                      | 208            |
| Paraná                          | 735            |
| Posadas                         | 1630           |
| Puerto Madryn                   | 1028           |
| Rawson                          | 1100           |
| Resistencia                     | 1294           |
| Rio Cuarto                      | 670            |
| Río Gallegos                    | 2253           |
| Rosario                         | 520            |

## Localidades
Además de la ciudad cabecera, también se encuentran dentro del partido las siguientes localidades y parajes:
- Sierras Bayas

Pintoresco pueblo minero, con acceso en el km 285 de la RN 226. Alrededor de 1879 se abrieron las primeras canteras y comenzó la formación del poblado. La industria de la cal marco las primeras décadas. El progreso se intensificó a partir de 1916 a través de la instalación de la primera fábrica de cemento Portland. El pueblo se encuentra rodeado por el Cerro del Diablo, Cerro Aguirre, Cerro Largo y Cerro Matilde Catriel, todos ellos pertenecientes al sistema de Tandilia. Un Paseo por sus calles muestra los antiguos hornos de cal, casas centenarias, el Museo de la Estación, el Parque, la Reproducción de la Casa de Matilde Catriel, la Granja Don Nazareno, el Monumento al Trabajador del Cemento, el Monte de Fresnos y las hermosas vistas panorámicas desde los cerros.
- Loma Negra

Villa típicamente cementera. En su recorrido uno de los sitios de mayor interés es la Iglesia Santa Elena, que recibe su nombre en homenaje a la madre de Alfredo Fortabat. Llama la atención de los visitantes, la fábrica de cemento situadas en la villa y en los alrededores. Además se puede recorrer el Cerro Fortabat, el Museo Hogar y practicar actividades deportivas en el Club de la localidad.
- Sierra Chica

Se origina con la llegada de inmigrantes italianos picapedreros, luego crece y se hace conocida rápidamente por el penal unos años más tarde. Una pequeña ciudad amurallada que se instala en 1882 con objeto de explorar un cerro granítico fiscal. La explotación de canteras de granito rojo, que existe en las inmediaciones hizo famosa a esta localidad, por ser este un mineral único en el mundo. Dicho material fue muy utilizado en las basílicas de Lujan, La Plata y Mar del Plata. Cuenta con un hermoso sector de casas quintas, muchas de ellas antiguas casas de picapedreros. Un atractivo adicional son los espejos de agua que forman las viejas cavas de las canteras de granito. Además, se puede observar la capilla Santa Lucía, zonas de canteras, el Museo de la Piedra "Ema Occhi", el Molino Viejo, el Centro Cultural y el Parque Municipal La Hormiga.
- Hinojo

Fundada en 1887 fue un centro de gran actividad comercial de la zona a finales del siglo XIX. El ferrocarril llegó en 1883 y se convirtió en una de las estaciones más importantes de carga del país debido al transporte de la producción de canteras y fábricas de cal y cemento. Posee casas de piedra y arquitectura ladrillera de grandes fachadas de estilo italiano. Los edificios más atractivos para visitar son la Iglesia Nuestra Señora de la Asunción, la Biblioteca Sarmiento (1909) de estilo ecléctico afrancesado simulando una bóveda gigante, la antigua casa de Ángel Bardi, uno de los fundadores, y el Museo de Hinojo ubicado en la ex-estación de Ferrocarril.
- Colonia Hinojo

Fundada en 1877 fue el primer asentamiento de alemanes del Volga del país. Originalmente se denominó "Kaminka". Los lugares de interés turístico son el Museo de los alemanes del Volga "Ariel Chierico", la Plaza, que muestra a través de mosaicos, la historia de llegada de los alemanes, y la Iglesia Nuestra señora de la Natividad (1890) que ha sido restaurada, pero conserva su estilo original. En sus orígenes la capilla era de piedra y barro, ubicada junto al Cementerio.
- Colonia San Miguel

Fue fundada en 3 de octubre de 1881. El nombre originario fue "Deheler". Un recorrido por la misma muestra las costumbres centroeuropeas heredadas de generación en generación a través de la arquitectura volguense y el testimonio visual más importante lo ofrece el Museo Municipal de los Alemanes del Volga "Miguel Stoessel Muller". Cerca del Museo se encuentra la Iglesia San Miguel de Arcángel (1884) que fue reconstruida en 1933. A unos pasos de allí se ubica el Balneario, un hermoso parque arbolado junto al arroyo Nievas donde funciona el camping.
- Espigas

Ubicada en los límites con los partidos de Bolívar y Tapalqué. Nació con el paso del tren en 1910. Su nombre está ligado a los abundantes sembradíos de trigo. Funciona allí el Centro Educativo para la Producción Total, el CEPT N° 8. Se puede visitar la Capilla Santo Domingo y el Museo Municipal.
- Recalde

Fundada en 1911 con la llegada del ferrocarril. Debe su nombre a Damián Recalde propietario de extensas tierras de la zona, las cuales, dono. Su nombre es vasco, como Olavarría y su significado es, "cerca del arroyo".
Es una localidad del Partido de Olavarría, Provincia de Buenos Aires, situada a 100 km al noroeste de la ciudad y a 60 km de Bolívar. Desde la Capital Federal se accede por RN 205 hasta Bolívar y continuando por RN 226 hasta la entrada del camino a Recalde. La Capilla "Nuestra Señora de la Medalla Milagrosa" convoca tanto a lugareños como a visitantes.
- Villa Mi Serranía o Villa La Serranía

A dos kilómetros de la villa que creció a la par de la fábrica Loma Negra.
- Santa Luisa

Nació en 1903 junto con la llegada del ferrocarril. El mismo servía para el transporte de cereales y ganado.
- Blanca Grande

Allí se encuentran los restos del Fuerte Blanca Grande que datan de 1828. en las cercanías se sitúa la Laguna Blanca Grande, un espejo de agua casi redondo de unas 450 hectáreas y una profundidad de casi 2 metros, desde donde se practican actividades de pesca y deportes náuticos, se brinda alojamiento y sector de parrillas. En la Laguna nace el Arroyo Las Flores, que desemboca luego en el Río Salado.
- Colonia Nievas

Ubicada en el kilómetro 273 de la RN 226, ofrece un paisaje apacible y encantador. Durante la Campaña al Desierto, fue potrero alambrado de las caballadas de Julio A. Roca. En 1877 el Gobierno Nacional destina esta tierra a un grupo de alemanes del Volga. El nombre de la aldea en alemán fue "Holtzen". Los atractivos a visitar son, La Capilla San Miguel Arcángel (1879) que es la primera Capilla construida en el Partido de Olavarría, algunas casas de adobe y otras de piedra. Comprende emprendimientos gastronómicos y turísticos.

### Parajes rurales
- Cerro Sotuyo

A 32 km de Olavarría, y a 8 km de Sierras Bayas. Antiguo pueblo minero originado con la extracción de piedra granítica. Actualmente se encuentran allí varias canteras en explotación. Solo perduran algunos edificios, testimonios de sus antiguos pobladores.
- Durañona

En 1904 se levanta la Estación de Ferrocarril que adquirió su nombre por Manuel Durañona.
- Iturregui

Comenzó a poblarse a partir de la apertura de la estación ferroviaria y su nombre lo tomó del dueño de las tierras.
- Mapis

Su nombre recuerda a José Mapis, donante de los terrenos donde fue emplazada la estación ferroviaria (1911).
- Teniente Coronel Miñana

A 30 km de Olavarría. El paraje nació como estación del ferrocarril Sud, en terrenos donados al Estado por el abuelo de Jorge Louge, actual propietario de la Estancia La Isolina.
- Colonia Las Carmelitas

- La Providencia

- Muñoz

Debe su nombre a Don Celestino Muñoz, dueño de las tierras. La estación ferroviaria fue inaugurada en 1889.
- Paraje Las Piedritas

- Paraje San Quilcó[19]

- Pourtalé

Su nombre se debe a la familia materna de Alfredo Fortabat, donante de las tierras.
- Rocha

Se la nombró en honor al Coronel Juan José Rocha, padre del doctor Dardo Rocha y antiguo dueño de los terrenos donde se construyó la estación.
- Villa Mónica

## Sitios de interés turísticos
Centro Cultural Municipal San José
Dirección: Riobamba 2949
Se trata de un nuevo espacio cultural municipal, resultado del trabajo de remodelación del edificio del "Hogar de Niñas San José", cuya construcción data del año 1915.
Se conforma en torno a un patio central en forma de U, y cuenta con salas internas y externas de exposición, auditorium con microcine, salones de usos múltiples, restorán-café y sanitarios.
El patio interno fue ambientado con fuertes de agua, escenario para espectáculos al aire libre y senderos de madera.
Bioparque Municipal "La Máxima"
Dirección: Av. Pellegrini 4200
Es un predio de 47 ha a solo 3 km del centro urbano y ocupa lo que fue el antiguo casco de la Estancia "La Máxima". Funciona el Hogar alternativo de Fauna Silvestre, reptilario y acuario. Además posee vivero propio, jardín botánico, biblioteca ecológica, juegos infantiles, fogones y una pileta de natación. Realizan a su vez visitas educativas guiadas.
El parque lleva adelante el Proyecto de Conservación del Cóndor Andino, el programa de reproducción y reintroducción de guacamayos rojos junto a la reserva Guira-Oga, la reproducción de corzuelas pardas, el programa de tenencia responsable de mascotas y la reivindicación de la cultura de los pueblos originarios.
Iglesia San José
Dirección: Vte. López y San Martín
Fue inaugurada en 1898 y remodelada por última vez en 1980. Cuatro columnas y dos cúpulas conforman su fachada. Un vitreaux interior representa la figura de Cristo Triunfante “sin rostro” donado oportunamente por la Fundación Fortabat.
Parque del Bicentenario "Senador O. Lara y Casa del Bicentenario
Dirección: Calle Bolívar y Cerrito.
Dueño de un diseño arquitectónico innovador, el Parque Bicentenario "Senador O. Lara" posee un paseo con aguas en reposo y móviles, monumentos, escalinatas y un importante skate park como principales atractivos.
Es allí donde se emplaza la Casa del Bicentenario, espacio dedicado fundamentalmente a la cultura, en especial a las artes escénicas.
Producto de la remodelación del edificio del Ex Balneario Municipal, se logró un espacio completamente renovado y con una preciosa vista.
La Casa cuenta con un hall central, salas, depósitos, camarines, talleres, sanitarios, oficina y sala de proyección.
Las terrazas conservan su función de mirador y se podrá acceder por las escaleras existentes, pudiendo disfrutar de una vista privilegiada del Parque del Bicentenario y del Arroyo Tapalqué.
Parque Mitre - Puentes Colgantes
Dirección: Av. Colón, Av. del Valle, Almirante Brown y Riobamba.
Se extiende entre las avenidas Colón y Del Valle, une los márgenes del arroyo Tapalqué con atractivos puentes colgantes, recuperados como símbolos de la ciudad.
El Parque Mitre es uno de los espacios verdes de la ciudad elegidos por los olavarrienses para el esparcimiento y recreación. Es el escenario natural predilecto para la realización de diversas manifestaciones populares.
Parque Helios Eseverri
Se ubica entre el arroyo Tapalqué, la RN 226, calle Rivadavia y Av. de los Trabajadores. Es un amplio espacio verde para disfrutar del contacto con la naturaleza y la práctica deportiva. Fue inaugurado en 1984 y cuenta con más de 1100 árboles de distintas especies. Posee juegos infantiles en madera, aparatos de musculación, iluminación nocturna, canchas de fútbol, estacionamiento y una bicisenda de hormigón de 2140 metros de extensión.
Palacio San Martín
Dirección: San Martín 2400
Construido en 1879 y remodelado en 1934, combina los estilos Luis XIV y Luis XVI. Su techo, todo cubierto de pizarra gris, termina en cúpula y torre con un gran reloj. desde su hall central se accede al primer piso por medio de una gran escalera de mármol de Carrara, bordeada por una baranda de hierro forjada artísticamente. Frente a ella, un vitreaux con el escudo de Olavarría realza la decoración interior.
Teatro Municipal
Dirección: Rivadavia y San Martín.
Construido en 1940, con una fachada estilo art déco, nuestro Teatro Municipal es un referente cultural muy importante en nuestra ciudad y la región.
Posee una estructura que consta de tres pisos (plateas pullman Súper pullman) y cuenta con capacidad para 1044 personas. Asimismo, tiene un importante hall de acceso, foso, entrepiso, camarines y sanitarios, además de una sala-bar y un rincón de cine.
Es importante destacar que la sala cuenta con un sistema de Aro Magnético, tecnología que permite a las personas con discapacidad auditiva acceder a las variadas manifestaciones culturales que permanentemente ofrece la ciudad.

### Red de Museos en Olavarría
El Museo Municipal de Artes plásticas “Dámaso Arce”
Dirección: San Martín 2862.
Creado en 1961 cuenta con un patrimonio constituido principalmente por la gran obra en cincelado del orfebre Dámaso Arce, fallecido en 1942. Además, posee un acervo de obras de prestigiosos artistas tales como Quinquela Martín, Antonio Alice, Correa Morales, entre otros. Obras que fueron donadas por la familia de Dámaso Arce tras su fallecimiento.
A partir de entonces el patrimonio fue creciendo, incorporándose obras de Guttero, Soldi, Carbonnier, Aqulies Badí y demás notables artistas.
Hoy, el MAPDA cuenta con más de 300 obras entre pinturas, esculturas, platería, dibujos y grabados.
Museo de las Ciencias
Dirección: Av. Pellegrini 4200.
El Museo de las Ciencias es un espacio educativo interactivo promotor de la cultura científica, que se basa en la divulgación de las ciencias. Ubicado dentro del predio del Bioparque Municipal "La Máxima".
Museo Municipal Hermanos Emiliozzi
Dirección: Necochea 3229.
Rinde homenaje a los más grandes deportistas de la historia de Olavarría y figuras sobresalientes del Turismo Carretera. Dante y Torcuato Emiliozzi forjaron, durante las décadas del 50 y 60, una trayectoria de logros y récords. Más allá de su gran capacidad mecánica y conductiva, los “gringos” sumaron pasión esfuerzo y humildad.
El Museo Municipal Hermanos Emiliozzi tiene como objetivo:
Honrar la trayectoria de Dante y Torcuato Emiliozzi, dos deportistas olavarrienses que llevaron la impronta de nuestra ciudad por todo el país.
Promover actividades educativas utilizando el Museo como un espacio para poner en valor la historia del automovilismo en Olavarría.
Trasmitir a los jóvenes el legado de los Hermanos Emiliozzi: invención, pasión, trabajo, esfuerzo, sumado a su proverbial humildad y hombría de bien.
Museo Teniente General Hector Solanas Pacheco del RCTAN 2
Dirección: Av. Dante y Torcuato Emiliozzi S/N
Se trata de una sala museológica que reúne toda la historia del 39 Tan 2 desde su creación y especialmente lo referido a su permanencia en la localidad de Olavarría desde el año 1943.

### Museos Municipales de los Pueblos
Las localidades del partido son dueñas de singulares atractivos.
Antiguos ferrocarriles, estructuras fabriles y mineras, una geografía que invita a recorrer canteras, lagunas y sierras, ofrecen un paisaje imperdible para aquellos visitantes que recorran nuestra región.
Sumado a ello, los pueblos de Olavarría se enriquecen gracias a la cultura y a las tradiciones de sus habitantes, descendientes de inmigrantes europeos y de pueblos originarios.
Cabe destacar que nuestro partido alberga importantes colonias de Alemanes del Volga (Colonia Hinojo, Colonia San Miguel, Colonia Nievas), así como descendientes de más de veinte nacionalidades diferentes.
Cada comunidad posee características propias, e historias. Justamente para ello, se gestó en 2007, a través de la gestión del Intendente José Eseverri, la Red de Museos Municipales de los Pueblos, dependiente de la Secretaría de Desarrollo Social del Gobierno Municipal, como una forma de resguardar la memoria y dar a conocer su historia a los visitantes de la región.
El museo es un espacio para aprender, para investigar, para generar conocimiento, para emocionarse y para pensar. Así lo entendemos y lo ponemos en práctica desde la Red de Museos Municipales de los Pueblos de Olavarría, provincia de Buenos Aires, Argentina.
Ocho Museos comunitarios que se han convertido en lugar de encuentro, espacio de identidad y disfrute de los habitantes de los poblados del partido de Olavarría.
Los museos son lugares abiertos, donde se desarrollan encuentros de narradores orales, títeres, encuentros de artesanos, son el espacio donde se desarrollan las fiestas del pueblo y se generan actividades en forma constante, siempre con todas las instituciones de cada localidad.

#### Museo de Sitio Histórico Calera la Libertadora de Sierras Bayas
Dirección: Julio Roca 2291.
Se emplaza en un sitio que funcionó como calera hasta el año 1985. Su construcción, de piedra, comprende cuatro hornos que confluyen en una sala común de grandes dimensiones.En el sector donde funcionaba la usina de la calera puede apreciarse una muestra permanente con la historia del lugar y de los trabajadores. Se realizan actividades culturales, artísticas y desfiles históricos.

#### Museo Municipal de la Estación de Sierras Bayas
Dirección: Av. San Martín s/n.
Fue fundado el 20 de octubre de 1994 por un grupo de vecinos, conservando en su acervo elementos tridimensionales, documentos y fotografías que nos remiten al año 1879, fecha de la creación del pueblo de Sierras Bayas.
La historia de la fábrica San Martín, de los descendientes de la familia Catriel, perteneciente a los pueblos originarios, así como también distintas muestras itinerantes, se exponen en este sitio.

#### Museo Municipal de los Alemanes del Volga Ariel Chiérico de Colonia Hinojo
Dirección: Av. Los Fundadores s/n.
El 5 de enero de 1878, llegaron los primeros pobladores Alemanes del Volga a nuestra región, conformando Colonia Hinojo. El Museo Municipal Ariel Chiérico, inaugurado el 21 de febrero de 1998, exhibe la historia de aquellos inmigrantes mediante una exposición permanente de expedientes, ordenanzas, resoluciones, leyes de los años 1875-1920, y demás elementos que en la memoria recuperan nuestra identidad. Se rescatan en el Museo las fiestas tradicionales. Además,  se llevan a cabo reuniones donde se trabaja con la historia oral, contando las historias de vida de sus pobladores.
El nombre del espacio corresponde al museólogo que inauguró los primeros tres Museos de la Red Municipal, Ariel Chierico.

#### Museo Municipal Miguel Stoessel Muller de Colonia San Miguel
Dirección: Av. San Miguel Arcágel s/n.
Fue inaugurado el 8 de diciembre de 2000. Tiene como misión fundamental dar testimonio y exhibir elementos que constituyen la identidad de la comunidad de la colonia, fundada el 3 de octubre de 1881, por familias alemanas del Volga.
El Museo funciona en una antigua casona donada por los hijos de Miguel Stoessel Muller, uno de los primeros pobladores.
El patrimonio del Museo se basa en elementos donados por los vecinos de la comunidad, cuenta con una sala que refleja tópicos tales como “Historia del casamiento”, “Cunas y  familia”, “La mujer alemana del Volga”. Además, el predio cuenta con una “Cocina de antaño” donde se realizan actividades y talleres comunitarios.
Un inmenso patio guarda la historia de las maquinarias usadas en las distintas épocas de producción agrícola al igual que el galpón.

#### Museo Municipal de la Piedra Ema Occhi de Sierra Chica
Inaugurado el 12 de diciembre de 1999, cuenta la historia de los picapedreros llegados desde Italia que trabajaron el granito rojo, único en el mundo. Muestra cordones y adoquines, y grandes obras que realizaron los artesanos de la piedra. Se expone además el resultado de un trabajo de historia oral que recuperó parte de la historia sierrachiquense. Lleva el nombre de Ema Occhi, catequista del pueblo, donde funcionó el museo durante sus primeros años.
Se puede adentrar en la historia del Penal de Sierra Chica, mediante fotografías, herramientas, y objetos y en la de la capilla Santa Lucía. También una sala sobre la Batalla de Sierra Chica. Funciona en una de las primeras casas de dos pisos del pueblo, construida totalmente de piedra, conocida como la casa de Margarita. Los fondos del edificio conectan con el Parque Municipal "La Hormiga".

#### Museo Municipal de Espigas
Dirección: Borges casi 30 de octubre.
Este Museo fue solicitado por los vecinos del pueblo, quienes fueron recibidos por el Intendente José Eseverri que escuchó sus inquietudes. Gracias a las gestiones del mandatario comunal, y tras un trabajo incesante, se logró la concreción del Museo inaugurándose el 10 de octubre de 2010. Espigas se encuentra a 70 km de Olavarría, y sus habitantes tomaron al Museo como propio. El espacio cuenta con una pintoresca sala de exposiciones que refleja la historia de la localidad. En sus instalaciones se realizan encuentros y trabajos con la comunidad de la zona rural. La de Espigas fue un pueblo que contaba con periódicos, orquestas, teatro, cine, y en la actualidad volvió a recuperar sus ganas de hacer, a través del Museo.

#### Museo Municipal de Hinojo
Dirección: B. Mitre s/n.
También ante la solicitud de los vecinos, mediante la gestión de José Eseverri el Museo Municipal de Hinojo se inauguró el 25 de mayo de 2011. Funciona en la antigua estación del ferrocarril, que data de 1883, la que había quedado abandonada y fue reconstruida en su totalidad, conservando su estilo. En su interior podemos encontrar objetos que han aportado los vecinos en las tres salas: de Viajes, con la historia del ferrocarril y personajes que pasaron por el pueblo, la sala del Amor donde se cuentan las historias de amor de vecinos hinojenses y el visitante puede dejar escrita su historia de amor en las paredes de la sala,, y de la Industria y Comercio.
En torno al Museo, se organizan fiestas populares como la de San Pedro y San Pablo, encuentros con los amigos y amiguitos del Museo.

#### Museo Hogar Municipal de Loma Negra
Dirección: Sarmiento y Av. Fortabat
Los vecinos formaron un grupo en una Red Social denominado "Quiero, anhelo y deseo un Museo" y el intendente José Eseverri les brindó su respuesta logrando recuperar el viejo edificio donde funcionó el segundo jardín de Infantes de la Provincia de Buenos Aires, denominado "Hogar infantil", fundado en 1938 por la empresa Loma Negra. Allí comenzará a funcionar el Museo Hogar Municipal que contará la historia de los vecinos de veinte nacionalidades diferentes, que llegaron a ese pueblo cementero. Una sala de pasaportes e inmigrantes, los vecinos contando sus vivencias, un espacio dedicado a las mujeres, otro a la historia del jardín, una sala de usos múltiples y una mini sala de proyecciones recreando el viejo cine del pueblo conocido como "El Savoy".

### Circuitos turísticos

#### Pueblos Colonos
- Colonia San Miguel.

Sitios de interés
- Iglesia San Miguel Arcángel
- Museo de Alemanes del Volga “Miguel Stoessel Muller
- Balneario y Camping
- Construcciones Típicas
- Colonia Nievas.

Sitios de interés
- Iglesia San Miguel Arcángel
- Sitio Potrero de Roca
- Plazoleta
- Construcciones Típicas
- Arroyo Nievas
- Colonia Hinojo.

Sitios de interés
- Iglesia Nuestra Señora de la Natividad
- Museo de Alemanes del Volga
- Plaza Sarmiento
- Colegio Santa Teresa
- Construcciones Típicas
- Hinojo.

Sitios de interés
- Iglesia Nuestra Señora de la Asunción
- Biblioteca Sarmiento (1909)
- Museo de Hinojo (Exestación de Ferrocarril)

#### Pueblos Mineros y Cementeros
- Sierras Bayas.

Sitios de interés
- Parque Matilde Catriel.
- Mirador Santa Lucía.
- Museo de la Estación.
- Club San Martín.
- Iglesia Cristo Rey.
- Monumento al Trabajador del Cemento.
- Museo de Sitio Calera la Libertadora.
- Granja Don Nazareno.
- Reproducción de la casa Matilde Catriel.
- Monte de los Fresnos.
- Sierra Chica.

Sitios de interés
- Capilla Santa Lucía
- Zona de canteras
- Molino Viejo
- Museo de la Piedra
- Parque la Hormiga
- Club Sierra Chica
- Club Atlanta
- Loma Negra

Sitios de interés
- Capilla Santa Elena
- Casa de Solteros
- Cerro Luciano Fortabat
- Plaza Libertad
- Club Loma Negra
- Museo Hogar

#### Pueblos Rurales
- Recalde.

Sitios de interés
- Iglesia Virgen de la Medalla Milagrosa
- Club Social Recalde
- Plaza de la Madre
- Espigas.

Sitios de interés
- Iglesia Santo Domingo
- Club Social y Deportivo Espigas
- Boulevard de las Retamas
- Parque Valverde
- Museo de Espigas
- Blanca Grande.

Sitios de interés
- Laguna Blanca Grande